# جهد بعد مشبكي

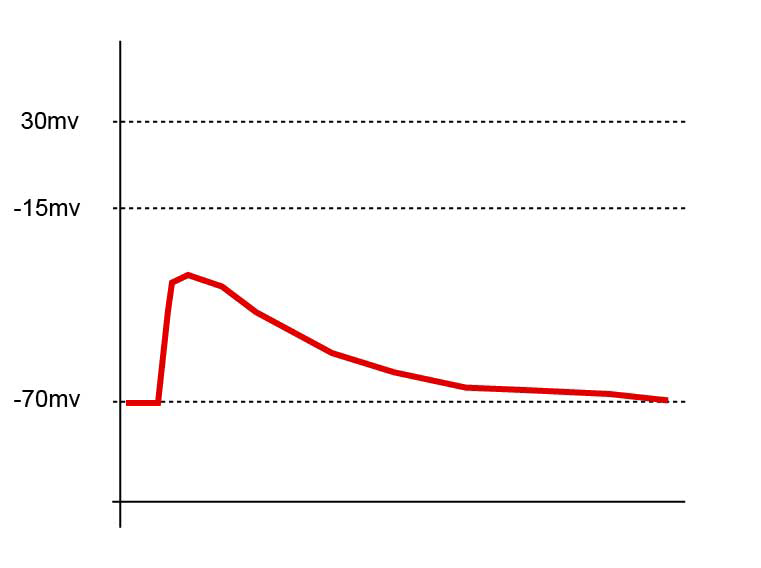

الجهد البعد مشبكي أو جهد ما بعد المشبك العصبي أو جهد ما بعد التشابك العصبي (بالإنجليزية: Postsynaptic potentials)‏ هو التغير في الجهد الغشائي للنهايات العصبية بعد المشبكية، الموجودة في المشبك الكيميائي. والجهد بعد المشبكي هو جهد متدرج، ولا ينبغي الخلط بينه وبين جهد الفعل، على الرغم من تأثيره على جهد الفعل بالبدء أو بالتثبيط. تنتج الجهود البعد مشبكية عن العصبون القبل مشبكي الذي يطلق النواقل العصبية من النهاية المحورية في نهاية المحور العصبي إلى الشق المشبكي. ترتبط الناقلات العصبية بالمستقبلات الموجودة على الطرف البعد مشبكي، والتي قد تكون خلية عصبية أو خلية عضلية في حالة الموصل العصبي العضلي.  يشار إلى هذه بشكل جماعي باسم المستقبلات ما بعد المشبكية، لأنها موجودة على غشاء خلية ما بعد مشبكية.

## دور الأيونات
إحدى الطرق التي يمكن أن تتفاعل بها المستقبلات عند الارتباط بناقل عصبي ما هي فتح أو إغلاق قناة أيونية محددة، مما يسمح للأيونات بالدخول إلى الخلية أو الخروج منها.دخول وخروج هذه الأيونات هو الذي يغيير جهود الغشاء. تخضع الأيونات لقوتين رئيسيتين، الانتشار والتنافر الكهروستاتيكي. سوف تميل الأيونات نحو جهد التوازن (equilibrium potential) وهي الحالة التي تتوازن فيها قوة الانتشار وقوة التنافر الكهروستاتيكي. عندما يكون الغشاء في هذه الحالة من التوازن، لن يعود هناك حركة صافية للأيونات. معادلتان مهمتان يمكن أن تحددا اختلافات الجهود الغشائية بناءً على تركيزات الأيونات هما معادلة نرنست ومعادلة غولدمان.